# Verrucaria tenebrica
Verrucaria tenebrica är en lavart som beskrevs av H.Magn.. Verrucaria tenebrica ingår i släktet Verrucaria, och familjen Verrucariaceae. Arten är reproducerande i Sverige.